# Wiesmoor
Wiesmoor egy község Németországban, az Aurichi járásban. Lakosainak száma 13 610 fő (2023. december 31.).

## Népessége
| Lakosok száma | 13 116 | 13 110 | 13 141 | 13 372 | 13 502 | 13 610 |
|               | 2016   | 2017   | 2019   | 2021   | 2022   | 2023   |